# John Hutton (författare)
John Hutton född 1928 i Manchester i England, är en brittisk författare av kriminallitteratur. 
Hutton utbildade sig vid Burnage Grammar School och vid University of Wales. Han har arbetat som lärare i engelska.

### Utgivet på svenska
- Herriot Street 29 1982

## Priser och utmärkelser
- The Gold Dagger 1983 för Accidental Crimes